# Cinfães (freguesia)
Cinfães is een plaats (freguesia) in de Portugese gemeente Cinfães en telt 3 290 inwoners (2001).